# Trường Đại học Dược Hà Nội
Trường Đại học Dược Hà Nội là một trường đại học công lập có trụ sở chính tại Hà Nội.
Tiền thân là Khoa Dược thuộc Trường Y Dược khoa Đông Dương, năm 1961 trường được thành lập theo quyết định của Bộ trưởng Bộ Y tế.

## Bối cảnh
Năm 1889, thực dân Pháp hoàn thành việc xâm chiếm Việt Nam, Lào và Campuchia (Đông Dương) .Cuối thế kỷ 19 và đầu thế kỷ 20 nhà nước thuộc địa Pháp bắt đầu cho xây dựng các cơ sở đào tạo, nghiên cứu khoa học như lập viện Pasteur ở Sài Gòn, Nha Trang và Hà Nội, Trường Viễn Đông Bác cổ, nha khí tượng, viện nông nghiệp, sở địa lý, sở kiểm lâm,... và mở các trường luật, cao đẳng khoa học, cao dẳng mỹ thuật,... nhằm phục vụ cho công cuộc khai thác thuộc địa.

## Lịch sử

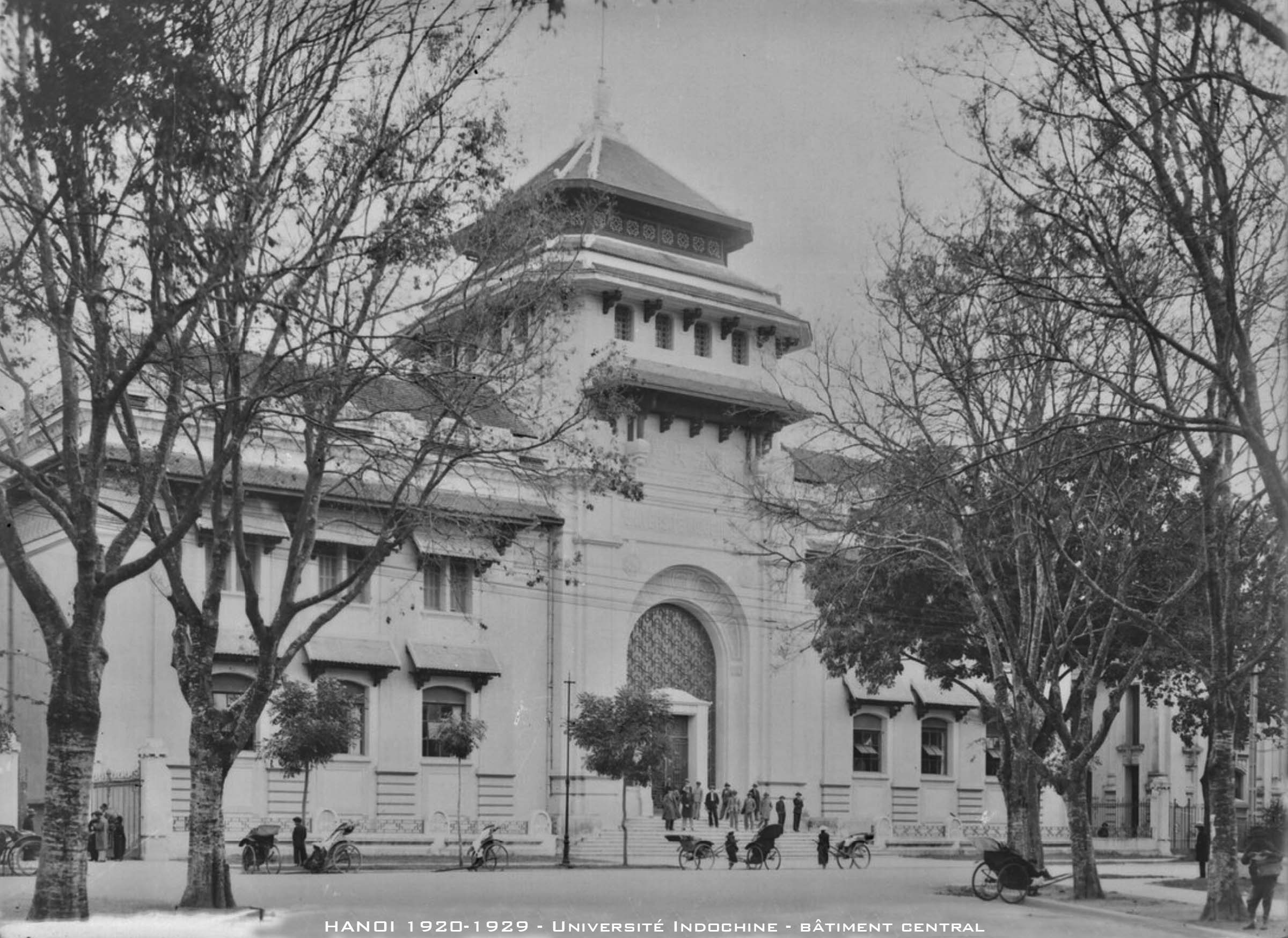
Ảnh chụp Đại học Đông Dương, mặt trước (phố Lê Thánh Tông) năm 1930

Ngày 8 tháng 1 năm 1902, Trường Y khoa Hà Nội được Toàn quyền Đông Dương ký nghị định thành lập. Ngày 26 tháng 7 năm 1909, chính phủ Pháp ra sắc lệnh quy định một số vấn đề về đào tạo dược. Năm 1914, Ban Dược được thành lập, việc đào tạo dược sỹ bắt đầu được thực hiện từ đó.. Chương trình học ba năm đối với khoa Dược. Sinh viên tốt nghiệp được cấp bằng Dược sĩ Đông Dương (tương đương dược sĩ trung cấp ngày nay). Khóa tốt nghiệp đầu tiên năm 1917 chỉ có bốn người.

### Tiền thân
Trường Y khoa Hà Nội (École de Médecine de Hanoi) được thành lập ngày 8 tháng 1 năm 1902 do bác sĩ Yersin - giám đốc Viện Pasteur Nha Trang giữ chức hiệu trưởng đầu tiên. Trường được đặt tại Ấp Thái Hà. Đội ngũ giáo viên do Trường Đại học Y khoa Paris phê duyệt.
Năm học đầu tiên (1902) có 19 sinh viên được tuyển chọn trên toàn Đông Dương vào lớp dự bị sau 6 tháng, qua kỳ kiểm tra chỉ còn 15 học sinh. Vì là chương trình của Pháp nên các sinh viên học toàn bàng tiếng Pháp. Bên cạnh trường có một bệnh xá với 40 giường bệnh và một phòng mổ tử thi. Đến năm 1904, trường chuyển về địa chỉ số 13 Lê Thánh Tông. Bệnh viện thực hành nằm ở số 132 Lò Đúc. Phòng mổ tử thi đạt tại Lương Yên. Năm 1906, bệnh viên thực hành được xây dựng mang tên Nhà thương bảo hộ (nay là bệnh viện Việt Đức)
Ngày 20 tháng 7 năm 1914, trường mở thêm khoa Dược đào tạo dược sỹ bậc trung học (sau này gọi là dược sỹ Đông Dương) và đổi tên thành Trường Y Dược khoa Đông Dương. Chương trình học ba năm đối với khoa Dược. Ngày 15 tháng 7 năm 1917, khoá dược sỹ đầu tiên ra trường gồm 4 người Việt Nam.
Ngày 22 tháng 4 năm 1924, Toàn quyền Đông Dương ký nghị định quy định trường có nhiệm vụ đào tạo bác sĩ y khoa, dược sĩ hạng nhất (Diplôme de Pharmacien 1ére classe - tương đương dược sĩ đại học ngày nay). Trước năm 1935, sinh viên năm thứ 5 thi và bảo vệ luận án tốt nghiệp tại Pháp.
Năm 1945, sau Cách mạng tháng Tám, lấy tên là Trường Đại học Y Dược Hà Nội do Giáo sư Hồ Đắc Di làm hiệu trưởng.
Ngày 15 tháng 11 năm 1946, Bộ Quốc gia Giáo dục tổ chức khai giảng khóa đầu tiên. Cuộc kháng chiến toàn quốc bùng nổ, trường tản cư đến vùng tự do Chiêm Hóa, Tuyên Quang.
Năm 1947, ban Dược khoa có các khóa trước năm 1945 và năm 1945, khóa 1946, khóa 1947.
Tháng 7 năm 1948, Ban Dược khoa được chuyển cho Cục Quân y phụ trách được thành lập lại tại Thái Nguyên (lúc này nhà nước giao đào tạo Dược cho Cục Quân y). Trong thời gian kháng chiến 1947-1954, Trường Đại học Y Dược Hà Nội (tại Hà Nội bị chiếm đóng) đào tạo được 106 bác sĩ và dược sĩ.
Ngày 28 tháng 1 năm 1955, nghị định 452/ZYO-ND-3 bổ nhiệm Giáo sư Hồ Đắc Di giữ chức giám đốc trường Đại học Y Dược khoa, Giáo sư Trương Công Quyền làm phó giám đốc phụ trách Khoa Dược.

### Hình thành
Ngày 29 tháng 9 năm 1961, Khoa Dược được tách khỏi Trường Đại học Y Dược, thành lập Trường Đại học Dược khoa Hà Nội do dược sĩ Vũ Công Thuyết làm hiệu trưởng.
Ngày 11 tháng 9 năm 1985, Bộ trưởng Bộ Y tế ký Quyết định số 1004/BYT-QĐ đổi tên Trường Đại học Dược khoa thành Trường Đại học Dược Hà Nội.
Năm 2011, Trường Đại học Dược Hà Nội được Nhà nước trao tặng danh hiệu Anh hùng Lao động thời kỳ đổi mới.

## Sứ mệnh

Vẻ đẹp thơ mộng, cổ kính đậm chất phố cổ của Đại học Dược Hà Nội

Trường Đại học Dược Hà Nội là trường đi tiên phong trong việc đào tạo đội ngũ cán bộ Dược cho ngành y tế Việt Nam, đặc biệt là đào tạo đội ngũ chuyên gia có trình độ cao ngang tầm khu vực và thế giới. Trường có định hướng là một trong những trung tâm hàng đầu của cả nước về nghiên cứu và ứng dụng khoa học kỹ thuật vào sản xuất, là đầu mối giao lưu quốc tế trong lĩnh vực đào tạo và nghiên cứu khoa học của ngành dược. 
Xây dựng Trường Đại học Dược Hà Nội thành một trường trọng điểm quốc gia, một trung tâm đào tạo cán bộ và nghiên cứu về dược của cả nước, ngang tầm với các nước trong khu vực vào năm 2020 và thế giới vào năm 2030. 

## Cơ cấu tổ chức

### Phòng chức năng (08)
1. Phòng Tổ chức - Hành chính.
2. Phòng Quản lý Đào tạo.
3. Phòng Khoa học công nghệ - Hợp tác phát triển.
4. Phòng Tài chính kế toán.
5. Phòng Cơ sở vật chất - Vật tư trang thiết bị.
6. Phòng Công tác học viên, sinh viên - Y tế.
7. Phòng Đảm bảo chất lượng và Khảo thí.
8. Trung tâm Thông tin - Thư viện.

### Khoa trực thuộc (08)
1. Khoa Bào chế - Công nghệ thực phẩm.
2. Khoa Công nghệ Hóa dược.
3. Khoa Công nghệ Sinh học.
4. Khoa Dược lý - Dược lâm sàng.
5. Khoa Dược liệu - Dược học cổ truyền.
6. Khoa Hóa phân tích và Kiểm nghiệm thuốc.
7. Khoa Quản lý & Kinh tế Dược.
8. Khoa Khoa học cơ bản.

### Viện, trung tâm (03)
1. Trung tâm Quốc gia về Thông tin thuốc và Theo dõi phản ứng có hại của thuốc.
2. Viện Công nghệ Dược phẩm Quốc gia.
3. Tạp chí Nghiên cứu Dược và thông tin thuốc.

## Đội ngũ giảng viên
Hiện nay, trường đã quy hoạch đội ngũ cán bộ quản lý, giảng viên và nhân viên phù hợp với quy mô đào tạo, tinh giản đội ngũ chuyên viên khối phòng ban theo Đề án vị trí việc làm được Bộ Y tế phê duyệt. Đội ngũ cán bộ và giảng viên gồm có 3 giáo sư, 22 phó giáo sư, 46 tiến sĩ và hơn 100 thạc sĩ. Trường đang hướng đến việc nâng cao trình độ chuyên môn, ngoại ngữ và tin học đặc biệt là trẻ hóa nguồn nhân lực để đáp ứng nhu cầu ngày càng cao của tri thức thời đổi mới.

## Đào tạo

### Đại học (04)
1. Dược học (CLC).
2. Hóa dược (Cử nhân).
3. Công nghệ Sinh học (Cử nhân).
4. Hóa học (Cử nhân).

### Thạc sĩ (01)
1. Dược học.

### Dược sĩ chuyên khoa I (02)
1. Dược lý và Dược lâm sàng.
2. Tổ chức quản lý dược.

### Tiến sĩ (01)
1. Dược học.

### Dược sĩ chuyên khoa II (02)
1. Dược lý và Dược lâm sàng.
2. Tổ chức quản lý dược.

### Đào tạo liên tục (04)
Khóa đào tạo liên tục ngắn hạn theo chuyên đề, sau đó học viên sẽ được cấp chứng chỉ hoàn thành khóa học
1. Pháp luật và Quản lý chuyên môn về Dược
2. Đào tạo chuẩn chức danh nghề nghiệp cho Dược sĩ hạng III, Dược sĩ hạng II, Dược sĩ hạng I.
3. Đào tạo liên tục về Dược lâm sàng.
4. Đào tạo theo nhu cầu xã hội, cấp chứng chỉ hoàn thành khóa học trong các lĩnh vực Dược (sản xuất, kinh doanh...), phối hợp với các chuyên gia trong và ngoài nước

## Cơ sở vật chất

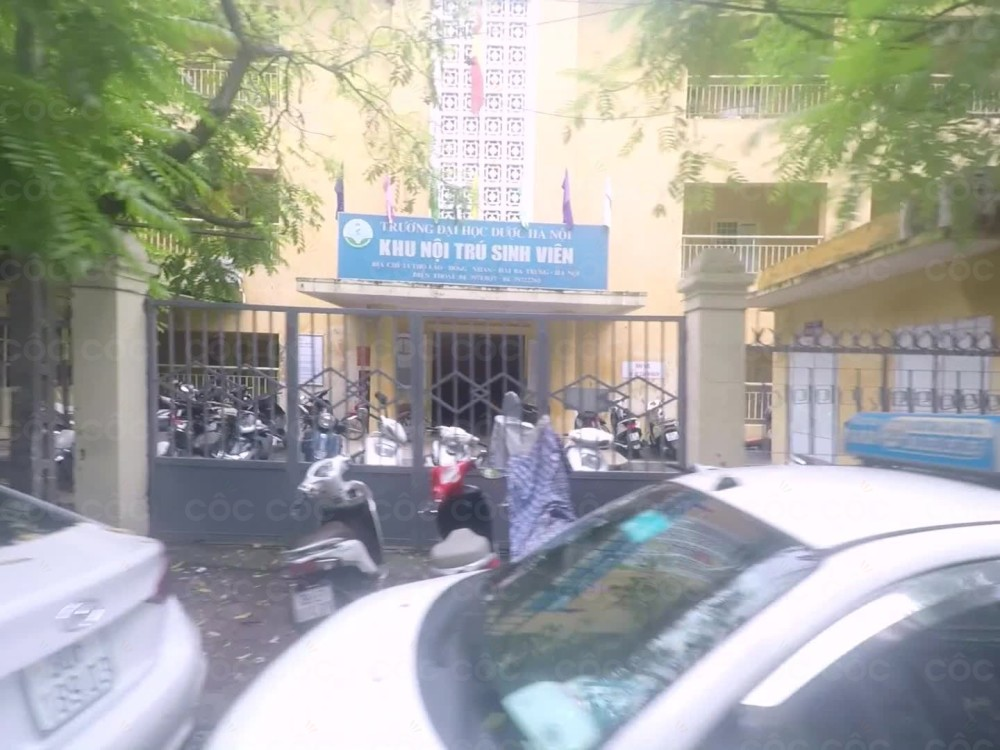
Khu nội trú dành cho sinh viên trường Đại học Dược Hà Nội

Trường đã và đang đầu tư xây dựng cơ sở vật chất cũng như trang thiết bị hiện đại nhằm đáp ứng kịp thời nhu cầu học tập, nghiên cứu của giảng viên và sinh viên.
Theo báo công khai cơ sở vật chất năm 2016 – 2017, trường hiện có 22,01ha đất được cấp, đã xây dựng diện tích 1,89 ha. Trong đó có 24 phòng học với tổng diện tích lên đến 3.360 mét vuông luôn sẵn sàng phục vụ nhu cầu dạy và học tại trường. Bên cạnh đó, trường cũng chăm lo đời sống thể chất và tinh thần của sinh viên qua việc đầu tư căn tin và sân tập giáo dục thể chất rộng rãi thoáng mát.
Ngoài ra, ta không thể không nhắc đến Kí túc xá Đại học Dược Hà Nội – nơi trở thành chỗ lưu trú, học tập và vui chơi lưu giữ bao kỉ niệm của thế hệ y sĩ. 
Ngày nay, trường cũng đã trang bị 1 phòng máy tính, 1 phòng ngoại ngữ và thư viện với diện tích lần lượt là 125, 65 và 669 mét vuông phục vụ nhu cầu tra cứu thông tin và các môn tin học. Đặc biệt, trường đầu tư cho việc nghiên cứu và chuyển giao khoa học chuyên ngành y dược nên đã xây dựng  65 phòng thí nghiệm và 1 xưởng thực tập, thực hành cùng với 750 mét vuông diện tích vườn thực vật.

## Hoạt động sinh viên

Cuộc thi Tài hoa duyên dáng Dược 2016 được tổ chức chuyên nghiệp và quy mô

Bên cạnh những giờ học và thực hành, sinh viên của trường có cơ hội tham gia những hoạt động do các câu lạc bộ, đội nhóm, Hội sinh viên tổ chức.

Sân bóng rổ trường Đại học Dược Hà Nội

Hiện nay Hội sinh viên của trường gồm có 7 câu lạc bộ (CLB) trực thuộc bao gồm: CLB Chung tay Phát triển Dược liệu Việt Nam, CLB Tiếng Anh, CLB kỹ năng mềm New visions, CLB Vovinam, CLB Báo chí và phát thanh I4U, CLB Gia sư, CLB Máu Dược. Hằng tuần các câu lạc bộ tổ chức sinh hoạt định kỳ và hằng năm đều tổ chức những chương trình để các sinh viên giải trí, giao lưu, gặp gỡ. 

Cuộc thi Rung chuông vàng và Gala Chào đón tân sinh viên

Một số hoạt động được sinh viên quan tâm có thể kể đến như: Rung Chuông Vàng, Tài hoa duyên dáng Dược, Vui – Khỏe – Khéo, Karaoke Stars, Thử thách cùng dược sĩ,…trải rộng từ thể thao, văn nghệ đến học thuật.
Ngoài ra còn một số CLB học thuật, nghệ thuật khác như CLB Tiếng anh, CLB Bóng rổ, CLB Guitar, CLB Vovinam... tạo nên một cuộc sống tinh thần cho sinh viên trường.

## Huân chương, danh hiệu
- Anh hùng Lao động thời kỳ đổi mới.
- Huân chương Độc lập hạng Nhì.
- Huân chương Độc lập hạng Ba.
- Huân chương Lao động hạng Nhất.
- Huân chương Lao động hạng Nhì.
- Huân chương Lao động hạng Ba.

## Giảng viên có nhiều cống hiến

### Nhà giáo Nhân dân
| 1. | GS. TS. | Trương Công Quyền |
| 2. | DS.     | Huỳnh Quang Đại   |
| 3. | GS.     | Vũ Văn Chuyên     |
| 4. | GS. TS. | Phạm Thanh Kỳ     |
| 5. | GS.     | Vũ Ngọc Lộ        |
| 6. | GS. TS. | Nguyễn Khang      |
| 7. | GS.     | Đặng Hanh Phức    |
| 8. | GS.     | Đàm Trung Bảo     |
| 9. | GS. TS. | Trần Mạnh Bình    |

### Nhà giáo Ưu tú
1. Cô Đặng Hồng Vân 1988 (Gs., Vs)
2. Thầy Đỗ Tất Lợi 1990 (Gs., TsKh)
3. Thầy Đỗ Minh 1990 (PGs)
4. Thầy Hoàng Bá Long 1990 (PGs)
5. Thầy Lê Quang Toàn 1990 (Gs)
6. Thầy Mai Long 1990 (PGs)
7. Thầy Nguyễn Thành Đô (PGs., Ts)
8. Thầy Nguyễn Quang Đạt 1992 (PGs., Ts)
9. Thầy Phạm Gia Huệ 1994 (PGs)
10. Thầy Nguyễn Ngọc Bảng 1997 (PGs., Ts)
11. Thầy Trần Công Khánh 1997 (PGs., TsKh)
12. Thầy Mai Tất Tố 1998 (PGs., Ts)
13. Thầy Trần Tử An 2000 (PGs., Ts)
14. Thầy Phạm Xuân Sinh 2000 (PGs., Ts)
15. Thầy Từ Minh Koóng 2000 (PGs., Ts)
16. Thầy Võ Xuân Minh 2000 (Gs, Ts)
17. Thầy Phạm Quang Tùng 2002 (PGs., Ts)
18. Thầy Lê Thành Phước 2002 (PGs., TsKh)
19. Cô Hoàng Kim Huyền 2006 (PGs., Ts)
20. Thầy Hà Như Phú 2008 (PGs)
21. Thầy Nguyễn Nhật Trường
22. Thầy Vũ Văn Thanh 2008 (PGs)
23. Thầy Phạm Tiếp 2008 (DSCK II)
24. Bùi Xuân Đồng 2008 (PGs., Ts)
25. Thầy Cao Văn Thu 2008 (PGs., Ts)
26. Thầy Lê Viết Hùng 2008 (PGs., Ts)
27. Thầy Nguyễn Đăng Hòa 2010 (PGs., Ts)
28. Thầy Thái Nguyễn Hùng Thu 2010 (PGs., Ts)
Dưới chế độ Việt Nam Dân chủ Cộng hòa từ 1945 cho đến tận ngày nay có bốn thầy được nhận học vị cao nhất Tiến sĩ Khoa học Y Dược
1. PGS. Trần Công Khánh: nghiên cứu về thực vật học tại Đông Đức
2. PGS. Lê Thành Phước: nghiên cứu về hóa học vô cơ tại Đông Đức
3. GS. Đỗ Tất Lợi: phong tặng không phải bảo vệ nhờ cuốn "Những Cây thuốc và vị thuốc Việt Nam" tại Liên Xô cũ
4. GV chính Trần Văn Thanh: nghiên cứu về hóa thực vật tại Liên Xô cũ

### Cựu sinh viên nổi bật
Với những thành tích mà trường đã đạt được cùng vị thế là trường hàng đầu về đào tạo dược tại Việt Nam, đã có rất nhiều y sĩ tốt nghiệp trường Đại học Dược Hà Nội và cống hiến cho sự phát triển y học đất nước. Một số cựu sinh viên tiêu biểu như: Giáo sư tiến sỹ Nguyễn Văn Đàn nguyên thứ trưởng BYT là cựu sinh viên trong thời kỳ Kháng chiến chống Pháp, Phó giáo sư tiến sỹ Lê Văn Truyền nguyên thứ trưởng BYT cựu sinh viên khoa 14.